# 安諾柯·喬伯特
安諾柯·喬伯特（法語：Anouck Jaubert，1994年1月27日—）是一名法國女子運動攀登運動員。她曾經獲得2016年世界攀岩錦標賽女子速度賽銀牌和2019年世界攀岩錦標賽女子速度賽銅牌。

## 外部連結
- IFSC （页面存档备份，存于） （英文）
- 安諾柯·喬伯特的Facebook專頁